# Мадзарелло, Мария
Мария Доменика Мадзарелло, мать Мадзарелло (итал. Maria Domenica Mazzarello), 9 мая 1837[…], Морнезе, Пьемонт[…] — 14 мая 1881[…], Ницца-Монферрато, Пьемонт[…]) — святая Католической церкви, канонизирована 13 мая 1951, основательница (вместе со св. Иоанном Боско) конгрегации «Дочери Марии Помощницы Христиан».

## Биография
Мария родилась в маленьком посёлке Морнезе на севере Италии в семье крестьянина. Родители и друзья называли её Маин (уменьшительно-ласкательное сокращение от Мария). Все детство Мария работала вместе с родителями на винограднике и помогала по дому. Девочка отличалась крепким здоровьем и твёрдым нравом: она работала гораздо упорнее и плодотворнее, чем многие наёмные рабочие; а на занятиях по катехизации (единственное образование, которые тогда могли получать девушки) она всегда старалась быть самой лучшей.
Морнезе, где родилась Мария, в шутку называли «монастырём» (за особую набожность местных жителей). Семья Мадзарелло не была исключением, родители привили дочери очень сильную веру в Бога, которую она проявляла, например, в том, что молилась даже во время работы. В 1854 году, в 17 лет Мария, по совету своего духовного отца Доменико Пестарино, вступает в организованное им общество (группу) «Дочерей Пречистой Девы Марии». Вступление в общество было связано с дачей временных (сроком на год, с последующим возобновлением в случае желания) обетов чистоты и послушания. «Дочери Пречистой Девы Марии» занимались девочками соседних с Морнезе селений, которые в ту пору не могли получать никакого образования, кроме катехизации и, часто, были предоставлены сами себе. Италия переживала сложное время, права женщин и детей были сильно ущемлены, многие сворачивали на путь преступности или проституции. Молодые девушки, принесшие обеты, воспитывали девочек в христианском духе, учили их ведению хозяйства и развлекали их различными играми.
В 1857 году Морнезе и окружающие его селения были охвачены эпидемией тифа. В период эпидемии родственники Марии серьёзно заболели. Ухаживая за ними, Доменика заразилась, крепкое здоровье не спасает её от болезни. Уже через несколько дней надежда на выздоровление покидает даже саму Маин, которая принимает последние таинства.
Но смерть обошла стороной дом Мадзарелло, хотя болезнь не прошла бесследно: Мария утратила былую крепость здоровья и после выздоровления не могла более работать вместе с семьёй. Поэтому, случайно встретившись с портным, она решает научиться шитью и в дальнейшем обучать опекаемых ею девочек. Биография Доменики повествует о видении монахинь, играющих с девочками, которое произошло с нею в тот момент, когда она, исполненная желанием научиться шить, бежала вверх по улице. Духовный отец Марии, дон Пестарино, настрого запрещает ей думать об этом видении всерьёз.
Спустя некоторое время, Мария и её подруги из общества «Дочерей Непорочной Девы Марии» объединяются с целью организации кружка по кройке и шитью для девушек местных селений. Кружок функционировал по будним дням, и от учениц не было отбоя. По воскресеньям Дочери Непорочной Девы Марии устраивали встречи для девочек и девушек, проводя катехизацию и играя с ними.
В 1867 году Мария и три руководимых ею «Дочери Непорочной Девы Марии» покидают свои дома и переезжают в «Дом Непорочной Девы Марии», который предоставил Дон Пестарино. К ним присоединяются несколько бедных девушек.
По прошествии некоторого времени, друг дона Пестарино, дон Боско, познакомился с Марией Мадзарелло. Наблюдая за активной деятельностью Марии Доменики и «Дочерей Непорочной Девы Марии», дон Боско решается на постройку здания коллегиума (Церковной школы). Так ситуация в Италии не позволяла начать строительство с последующей передачей его в ведение группы, занимающийся образованием и воспитанием девушек, здание коллегиума по изначальному плану предназначалось для юношей. Все жители Морнезе и окрестных селений были уверены, что строится ещё одна школа для мальчиков и всячески это поощряли.
В 1869 году дон Боско написал первый устав для «Дочерей Непорочной Девы Марии». В следующем году он получил одобрение идеи организации женской монашеской конгрегации, которая бы занималась воспитанием девочек в духе салезианцев, у Святейшего Отца Пия IX.
23 мая 1872 года дон Боско и дон Пестарино передали построенное здание школы под нужды общества «Дочерей Непорочной Девы Марии». Они с несколькими своими воспитанницами переехали в новый коллегиум. Местные жители восприняли это «в штыки», считая занятие девушек «тунеядством», но вскоре их гнев сменился на милость.
5 августа 1872 года, в день праздника Матери Божьей Снежной, епископ из Акви совершил облачение в монашеские ризы 15 сестер, в этот же день Мария Мадзарелло и несколько других девушек принесли монашеские обеты.
14 мая 1874 года, в присутствии отца Боско, Мария Мадзарелло назначена настоятельницей новой конгрегации «Дочери Марии Помощницы Христиан».
В октябре 1874 года первые сестры покинули Морнезе, чтобы открыть новый дом в Борго Сан Мартино. Конгрегация начинает разрастаться. Приходят новые кандидатки. Организуются все новые оратории, которые посещают сотни девочек.
Со временем открываются детские сады, школы, детские дома и т. п., как в самой Италии, так и по всему миру.
В 1877 году, после отправления первых сестер в Уругвай, Мария Мадзарелло написала:

«Если хотя бы одну душу мы обретём для Бога, это будет самая большая награда за наше посвящение»

Вторая группа сестер поехала в Америку в 1879 г. В этом же году Главный Дом переехал из Морнезе в Ницца Монферрато.
Мария научилась писать лишь в возрасте 35 лет, из-за необходимости поддерживать связь с сестрами на миссии.
В феврале 1881 года новая группа сестер отправилась в Америку.
Мария Мадзарелло провожает их сначала до Генуи, а затем до Марселя. На обратном пути она сильно простудилась. Врач определил плеврит. Но спустя месяц к ней вернулись силы, и она продолжила посещать сестер в разных концах Италии и во Франции.
28 марта она в Ницца Монферрато сильно ослабевшая. Болезнь прогрессирует, и Мария Мадзарелло принимает таинство Елеосвящения. Перед смертью её навещают сестра Петронилла, с которой она начинала это великое дело, будучи ещё 17-летними девушками; приезжает из Испании отец Кальеро. В его присутствии Мария Мадзарелло сказала:

«Как я счастлива, что могу умереть невестой Христа, Дочерью Марии Помощницы Христиан и отца Боско. Я прошу об этой благодати для всех моих сестер…»

Ночью, в субботу, 14 мая 1881 года (в 44 года), она умерла в кругу сестер-монахинь.
Святая Мария Доменика Мадзарелло считается соосновательницей конгрегации «Дочери Марии Помощницы Христиан», наряду со святым Иоанном Боско.
В 2012 году в Италии сняли фильм в центре которого фигурирует св. Мария Доменика Мадзерелло. В первой части повествования рассказывается о святой от момента её рождения в Морнезе до её первого вступления в общину Дочерей Пречистой Девы Марии в 1854 году. Второй этап повествования о посвящении жизни Марии Доменики Мадзерелло служению Господу, заверенном обетом девственности и участием в церковной жизни 
- Сестры-салезианки обучают детей музыке в Индии
- Сестры-салезианки ухаживают за больными в Индии
- Перед первой миссией в Америку в 1879 году
- Карточка с репродукцией фотографии св. Марии Мадзарелло на момент канонизации (1951) год.